# Spodomancja

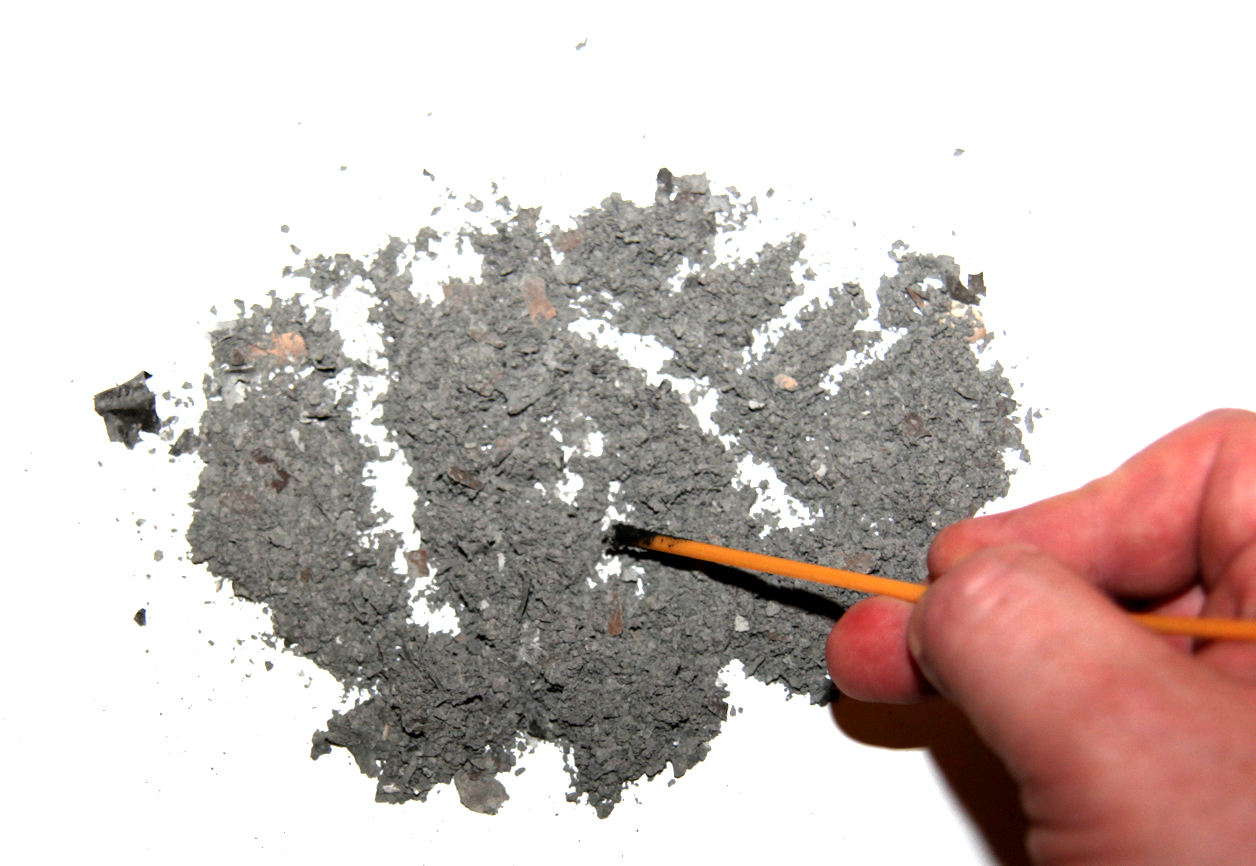
Osoba praktykująca spodomancję poprzez kreślenie znaków na popiele. Następnie znaki te interpretuje się pod kątem ich znaczenia oraz zwiastowanych przez nie omenów i przepowiedni

Spodomancja (znana również jako teframancja i tefromancja) – forma wróżenia polegająca na odczytywaniu przepowiedni z popiołu, sadzy lub węgla (gr. σποδός spodós), w szczególności (choć nie wyłącznie) pochodzących z ofiary rytualnej. Spodomancję praktykowano w wielu kulturach starożytnych i współczesnych, na całym świecie. Chociaż wielu praktykujących (szczególnie w Europie) odprawiało rytuał w ramach formalnego systemu obrzędów magicznych, religijnych lub ceremonialnych, wielu czyniło to jedynie w ramach praktyki folklorystycznej lub przesądu.

## Podobne praktyki
Spodomancja obejmuje co najmniej dwie, a być może trzy inne praktyki wróżbiarskie i rytuały związane z popiołem. Są to:
- Kineromancja/Ceneromancja – wróżenie z wykorzystaniem popiołu pochodzącego z ofiarnego lub rytualnego ognia. Metoda ta polega na usunięciu niespalonego drewna lub węgla i zbadaniu powstałych w popiele wzniesień, dołków i innych kształtów powstałych na powierzchni popiołu. Szczególną uwagę zwraca się na miejsca przecięcia się i rozchodzenia tych elementów[3].
- Libanomancja – wróżenie poprzez badanie kadzidła i wzorów tworzonych przez dym lub popiół kadzidlany[4].
- Ksylomancja – wróżenie poprzez obserwację kształtu drewna na swojej drodze lub wyglądu drewna podczas spalania[5]. Większość źródeł zalicza ksylomancję do piromancji (wróżenie poprzez obserwowanie płomieni, węgli lub żaru albo spalanie rytualnych przedmiotów, takich jak węgiel, liście laurowe lub sól). Jednak jedno ze źródeł twierdzi, że należy traktować ksylomancję jako odmianę spodomancji[6].

Spodomancję można odróżnić od kapnomancji, czyli wróżenia poprzez obserwację dymu, oraz piromancji (i jej licznych rytuałów pokrewnych), która polega na wróżeniu poprzez obserwację płonących przedmiotów lub węgli (ale nie ich popiołu czy żaru).

### Możliwe różnice między teframancją a tefromancją
Nie wszystkie źródła zgadzają się, że teframancja i tefromancja są synonimami. Niektóre źródła twierdzą, że teframancja wykorzystuje wyłącznie popiół z kory drzew, podczas gdy teframancja może wykorzystywać popioły dowolnej ofiary. Inne źródła twierdzą jednak, że w teframancji wykorzystywano wyłącznie prochy ludzkich ofiar.

## Historia, rytuały i globalna praktyka spodomancji
Spodomancja jest starożytną i szeroko rozpowszechnioną na całym świecie praktyką wróżbiarską. Starożytny grecki dramatopisarz Ajschylos (525–456 p.n.e.) zauważył, że popiół spadający z kominka może nieść ze sobą wróżby. Słowo, frazę, imię lub pytanie zapisywano na popiele palcem lub patykiem. Osoba ta czekała, aż powiew wiatru poruszy popiół, aby utworzył nowe litery lub znaki i dostarczył odpowiedzi. Nie każdy mógł praktykować tę sztukę. Uważano, że dar proroctwa był dziedziczny w niektórych rodzinach greckich i tylko oni mogli szukać wróżby z popiołów pozostawionych przez ogniska na ołtarzach ofiarnych. W starożytnych Tebach ołtarz poświęcony Apollinowi nazywano „Apollinem Popiołów” nie tylko dlatego, że sam ołtarz składał się z popiołów z ludzkich ofiar, ale także dlatego, że można było przepowiedzieć znaki, jakie mogły nieść ze sobą popioły zdmuchiwane z ołtarza.
Etruskowie z Półwyspu Apenińskiego, których cywilizacja istniała od 1200 p.n.e. do 550 p.n.e., również praktykowali spodomancję w sposób podobny do Greków.
Według romskiego folkloru popioły można rzucać na podłogę. Gładkie i równe znaki wróżą pozytywnie, natomiast stos (lub stosy) popiołu wskazują na zły los.
W Chinach za czasów dynastii Qin (221–206 p.n.e.) i Han (206 p.n.e. – 220 n.e.) stosowano formę spodomancji, polegającą na wyciąganiu z ognia kości zwierząt ofiarnych i interpretowaniu śladów na popiele oraz pęknięć w kościach jako znaków.
Niektóre plemiona indiańskie wierzyły, że potrafią przewidzieć przyszłość noworodka lub przyjaciela, który wyruszył w podróż, patrząc na ślady i linie pozostawione przez popiół po ognisku następnego ranka.
Od XVI do połowy XIX wieku nieżonaci Anglicy rysowali linie na gładkim popiele. Były one wskazówką odnośnie przyszłego współmałżonka, jeśli w tym samym rzędzie siedziały dwie osoby niebędące w związku małżeńskim. W hrabstwie Kent zwyczaj ten stosowano w Walentynki, aby odgadnąć, do kogo warto się zalecać.
Peruwiańczycy pod koniec XIX wieku rozsypywali popiół na podłodze noc po pogrzebie. Następnego ranka ślady stóp i inne znaki na popiele wskazywałyby, do jakiego zwierzęcia przeniosła się dusza zmarłego i w którym kierunku można było znaleźć to zwierzę.
Wśród ludu Loma w Afryce Zachodniej nadal (od końca XX wieku) stosowano spodomancję w celu określenia płci dziecka przed jego narodzinami.
Chińczycy na Tajwanie nadal używają końcówek drążków lektyk do oznaczania popiołem z kadzidła ołtarzy ofiarnych, aby następnie interpretować te znaki jako wiadomości od bogów.
Wydaje się, że historycznie w Europie najpowszechniejsza była grecko-etruska forma tej praktyki; jednakże obrzędy związane z tą praktyką były bardzo zróżnicowane nawet w okresie wczesnego renesansu. W Dziełach Rabelais’a, Księga III (1693), Thomas Urquhart twierdził, że popioły i sadza muszą naturalnie unosić się w powietrzu po pożarze. Popiół interpretowano w miarę jego wznoszenia się. Szybko rozpraszające się w powietrzu popioły były pozytywnym znakiem, natomiast te, które wisiały nieruchomo, już nie. Według innej tradycji spodomancję można praktykować również poprzez napisanie pytania lub wiadomości na kartce papieru, a następnie jej spalenie. Następnie bada się spalone popioły i sadzę z wiadomości w celu znalezienia znaków i interpretacji. W Slawonii jedynie kobiety mogły praktykować spodomancję. Kobieta grzebała w popiele; parzysta liczba zadrapań oznaczała pozytywny wynik, natomiast nieparzysta oznaczała pecha. Również w Polsce sztukę tę mogły uprawiać tylko kobiety. Wokół łóżka chorego rozsypywano popiół, a znaki pojawiające się na popiele interpretowano jako wskazujące, czy dana osoba odzyska zdrowie, czy nie.
Praktyka spodomancji istnieje do dziś. Na przykład współcześni wiccanie twierdzą, że ogień używany przez wróżbitę używającego tej praktyki musi być święty.
Niektóre rytuały spodomantyczne wymagają użycia określonej powierzchni do pisania. Większość opisanych powyżej rytuałów zakłada wykorzystanie paleniska, podłogi lub zewnętrznego gruntu jako miejsca rozrzucania popiołów. Niektóre przykłady spodomancji wymagają jednak użycia szczególnych typów powierzchni. W Mongolii istnieje jednak rytuał wróżbiarski, w którym łączy się osteomancję i spodomancję: gładką warstwę popiołu rozprowadza się na łopatce krowy, owcy lub wołu, a lama otrzymuje boskie natchnienie, aby dokonać na popiele obliczeń, które wskazują odpowiedzi na pytania. Niektóre starożytne greckie rytuały spodomancji wymagały rozsypania popiołów na desce, a nie na podłodze.
W pogańskiej tradycji celtyckiej spodomancja nie wymagała koniecznie odczytywania samych popiołów. Filidowie stanowili klasę poetów-sędziów-jasnowidzów, którzy pełnili funkcję strażników mitologii i wiedzy, historyków, prawników, arbitrów, ekspertów językoznawstwa i innych. Jeden odłam filidów specjalizował się wyłącznie we wróżeniu i snach; wśród nich powszechnie wierzono, że samo spanie obok popiołów zwierzęcia spalonego w ogniu ofiarnym może zapewnić wiedzę o przyszłości.
Zarówno historyczni, jak i nowożytni autorzy uważają spodomancję za jedną z najmniej znanych metod wróżenia. W Hiszpanii pod koniec XVI wieku praktyka ta była jednak na tyle powszechna, że arcybiskup Sewilli i Wielki Inkwizytor Alonso Manrique de Lara musieli otwarcie jej zakazać. Wydaje się, że praktykowano ją również powszechnie w tym samym czasie w północno-zachodnich Niemczech.

## Spodomancja i święta
Według pewnej opowieści o celtyckiej tradycji święta Imbolc, zimny popiół z kominka należy rozsypać na palenisku. Rano na popiele pojawią się ślady świadczące o tym, że bogini Brygida odwiedziła dom i pobłogosławiła mieszkających tam ludzi. Jeżeli nie znaleziono żadnych śladów, ciało koguta należy pochować w miejscu zbiegu trzech strumieni i następnego wieczoru spalić kadzidło w ogniu.
W XIX wieku angielska tradycja „przesiewania popiołów” obejmowała spodomancję w Wigilię św. Marka (24 kwietnia). Popiół pozostawiano na palenisku w Wigilię św. Marka i badano go następnego dnia. Legenda głosi, że ślad stopy osoby, która miała umrzeć w nadchodzącym roku, pozostanie w popiele. Na Wyspie Man panowała podobna tradycja, choć śmierć następowała tylko wtedy, gdy odcisk stopy skierowany był do wewnątrz (odcisk skierowany na zewnątrz oznaczał narodziny). Według innej tradycji na Wyspie Man przekopywanie popiołów w Wigilię św. Marka lub w Halloween pozwala na odtworzenie w nich następnego ranka ducha przyszłego męża. W innych częściach Europy wróżbę z popiołów, mającą na celu przepowiedzenie urodzin i zgonów, wykonywano w Halloween lub w Sylwestra.
Współcześni wyznawcy wicca zalecają praktykowanie spodomancji podczas Lammas lub Lughnasadh (1 sierpnia). Popiół z ogniska lub nawet zwykłego grilla można rozsypać na ziemi, a wszelkie symbole lub obrazy zawarte w popiele zinterpretować. Kształty w popiele mają różnorodne znaczenie.